# Arild Berg
Arild Berg (Bodø, 17 luglio 1975 – Bodø, 22 giugno 2019) è stato un calciatore norvegese, di ruolo centrocampista.

## Biografia
È il figlio di Harald Berg, nonché nipote di Knut Berg, fratello di Ørjan e Runar Berg e zio di Patrick Berg, anch'essi calciatori. È morto suicida il 22 giugno 2019.

## Carriera

### Club
Berg cominciò la carriera con la maglia del Bodø/Glimt. Esordì nella Tippeligaen il 20 giugno 1993, sostituendo Harald Martin Brattbakk e segnando una rete nel successo per 8-0 sul Lyn Oslo. Rimase in squadra per tre stagioni, per poi passare al Gevir Bodø. Tornò al Glimt nel 1998 e vi giocò per altri tre anni e mezzo, prima di accordarsi con il Lyn Oslo, club per cui non giocò neanche un incontro di campionato.

## Palmarès

### Club

#### Competizioni nazionali
- Coppa di Norvegia: 1

Bodø/Glimt: 1993